# Liverpool FC (Superleague Formula)
 Liverpool FC is een Brits racingteam dat deelneemt aan de Superleague Formula. Het team is gebaseerd op de voetbalclub Liverpool FC dat deelneemt aan de Premier League.

## 2008
In 2008 finishte Liverpool als 4e in het kampioenschap met 325 punten. Adrián Vallés was in alle races de coureur. Het werd gerund door Hitech Junior Team.
Op Zolder won Liverpool haar eerste race en had ook de eerste snelste ronde.
Liverpool won haar tweede en laatste race van 2008 op Estoril.
Liverpool behaalde 2 pole positions in 2008, op Vallelunga en Jerez waren ze de snelste in de kwalificatie.

## 2009
In 2009 was Valles opnieuw de coureur en Hitech Junior Team opnieuw de constructeur.
Liverpool won de eerste ronde van 2009 op Magny-Cours en ze wonnen hier ook de Super Final.
Valles behaalde de titel met een vierde plaats in de laatste race van het seizoen op Circuito Permanente Del Jarama.

## 2010
Liverpool zal zijn titel verdedigen in 2010 met als coureur James Walker. Het wordt nu gerund door Atech Grand Prix.